# Salticus olivaceus
Salticus olivaceus là một loài nhện trong họ Salticidae.
Loài này thuộc chi Salticus. Salticus olivaceus được Ludwig Carl Christian Koch miêu tả năm 1867.